# Appleby Castle
Appleby Castle är ett slott i Storbritannien. Det ligger i grevskapet Cumbria och riksdelen England, i den centrala delen av landet, 400 km norr om huvudstaden London.

## Historia
Slottet grundades av Ranulf le Meschin i början av 1100-talet. Omkring 1170 byggdes den fyrkantiga stenen, känd som Caesar's Tower. Slottet var i kungliga händer när den skotska kungen, Vilhelm I av Skottland, invaderade Eden Valley 1174. Slottets konstapel övergav sig utan strid.
År 1203 beviljades slottet Robert I de Vipont av Johan av England. År 1264 kom Roger de Clifford i besittning, genom hans äktenskap med Isabel de Vipont, en av de två döttrarna och medarvingar till Robert II de Vipont. Appleby Castle ägdes i nästan 400 år hos familjen Clifford, som var ansvarig för mycket upprustning av slottet. Rogers son, Robert de Clifford, ärvde slottet 1282.
Husets norra vägg och den västra delen av norra flygeln med det runda tornet är från 1200-talet. Den östra delen av huset byggdes 1454.
Jakob I av England stannade på slottet 1617. I mitten av 1600-talet gjorde Anne Clifford slottet till sitt hem. Slottet demonterades delvis efter en belägring av rundhåriga styrkor 1648 under andra engelska inbördeskriget. Det återställdes dock av Anne Clifford 1651–1653. Vid hennes död gick slottet till Earls of Thanet. De var ansvariga för att omvandla hallblocket till en klassisk herrgård. De övre delarna av Caesar's Tower renoverades under 1600- och 1700-talen. Huset byggdes till stor del om 1686 och den nordvästra flygeln tillkom 1695. På 1800-talet återställdes det igen och fönster infördes.
1972 köptes slottet av Ferguson Industrial Holdings (FIH PLC) och blev den främsta bostaden för Denis Vernon, VD för företaget och hans familj. Vernonerna bodde på Appleby Castle fram till 1990. Vernon, en passionerad naturvårdare, etablerade ett sällsynt centrum för överlevnad av raser. Betydande förbättringar gjordes i alla byggnaders struktur, inte minst från 1100-talet. Under denna period var slottet huvudkontor och utbildningscenter för FIH PLC och för dem som driver bevarandecentret. Dokumentär- och filmregissören Susannah White presenterade Denis Vernon och Appleby Castle i hennes BBC-dokumentär från 1998 The Gypsies Are Coming på Appleby Horse Fair.
Appleby Castle är nu den privata bostaden för Nightingale-familjen. Delar av slottet öppnades för allmänheten i september 2013 för små privata turer.

## Struktur

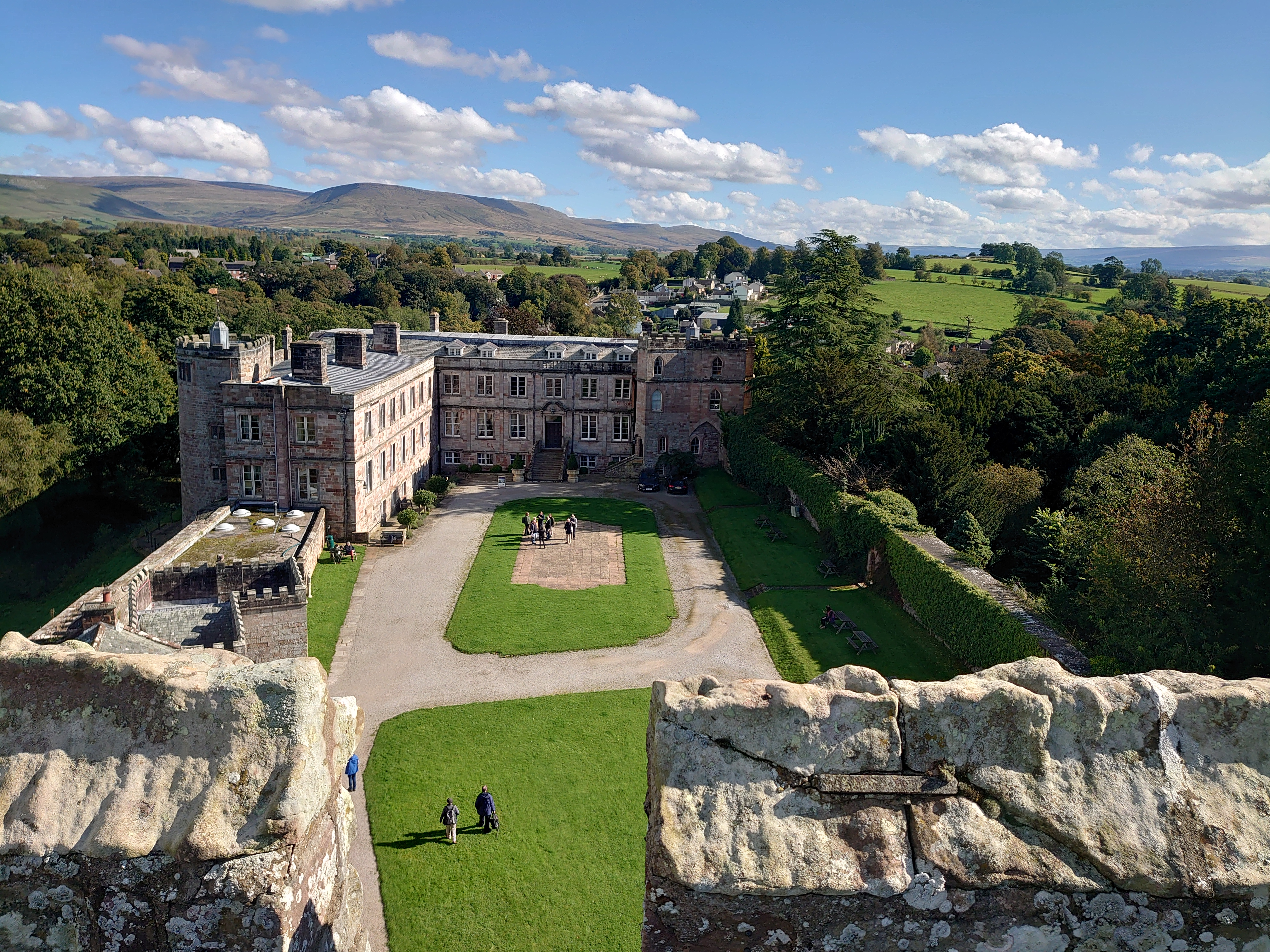
Östra delen av Appleby Castle 2024.

Caesar's Tower är byggt av grått stenavfall och kvadersten. Den är cirka 24 meter hög och har fyra våningar. Huvudbyggnaden är i två flyglar som står i rät vinkel mot varandra. Ett halvcirkelformat runt torn sticker ut från den norra flygelns norra vägg och ett stort fyrkantigt torn ligger i den södra änden av östra flygeln.